# Kṣitigarbha

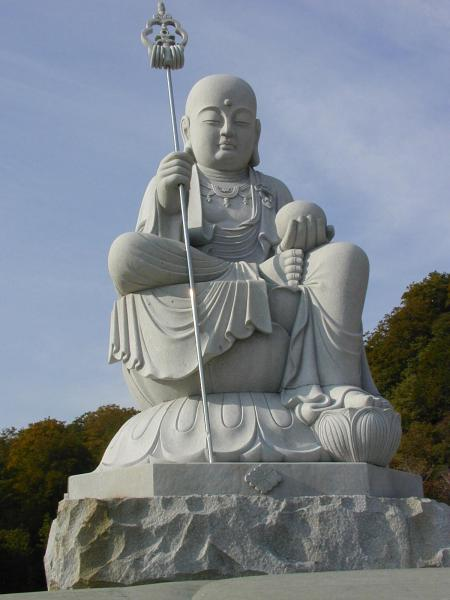
Bodhisattva Ksitigarbha (Giappone)

Il Bodhisattva Kṣitigarbha (cinese 地藏菩萨T, Dìzàng PúsàP, coreano  지장보살, 地藏菩薩 Jijang Bosal, giapponese 地蔵菩萨 Jizō Bosatsu, tibetano Sai Nyingpo, vietnamita Địa Tạng) è un bodhisattva cosmico del buddhismo Mahāyāna, generalmente rappresentato come un monaco.
Il nome sanscrito Kṣitigarbha, così come le sue rese nelle altre lingue orientali, significano "matrice della Terra".
Statue di Kṣitigarbha sono comuni in Giappone (dove è comunemente noto come Jizo) soprattutto nei cimiteri per la credenza popolare che sia uno dei protettori dei defunti; è anche associato ai neonati prematuri o malformi e agli aborti, che secondo la tradizione giapponese protegge dalla punizione che ricevono per il dolore che causano ai loro genitori; è anche considerata divinità protettrice dei viaggiatori, e statue di Jizō sono comuni lungo le strade.
Kṣitigarbha è anche una popolare divinità taoista in Cina (dove è comunemente noto come Dizang); è particolarmente venerato a Taiwan (dove è anche invocato per protezione dai terremoti), Hong Kong, e tra i cinesi al di fuori della Cina, sebbene il suo culto stia tornando nel Paese. Sue immagini si trovano spesso nelle sale dei templi buddhisti e taoisti.
Come Avalokiteśvara che rinunciò a diventare Buddha fintanto che ci fossero state delle anime in pena, Kṣitigarbha fece voto di non raggiungere lo stato di Buddha finché tutti gli inferi non si fossero svuotati; il suo voto è ancora oggi recitato da molti buddhisti: "Non finché tutti gli inferi si siano svuotati diventerò un Buddha; Non finché tutti gli esseri siano stati salvati ascenderò alla Bodhi."

## Storia
La storia di Ksitigarbha è ben descritta nel Sutra del Grande Voto di Ksitigarbha Bodhisattva, uno dei più popolari sutra del buddhismo Mahāyāna; fu recitato da Gautama Buddha poco prima della sua morte agli abitanti del paradiso Trāyastriṃśa in segno di gratitudine e commemorazione per la sua amata madre, Māyādevī. Disse che Kṣitigarbha ebbe un grande amore filiale durante la sua vita mortale, e ciò lo spinse a formulare il grande voto di liberare tutti gli esseri senzienti.

### La Fanciulla Sacra
Nello Kṣitigarbha Sutra, il Buddha rivelò che in un distante passato, Kṣitigarbha era una brahmina conosciuta come Fanciulla Sacra; fu molto in pena quando sua madre morì, perché ella aveva spesso calunniato i tre gioielli. Per salvarla dai tormenti dell'Inferno, la fanciulla vendette tutto ciò che possedeva e usò il ricavato per comprare offerte che portava ogni giorno al Buddha del suo tempo, conosciuto come il Buddha del Fiore della Meditazione e dell'Illuminazione; pregò con fervore il Buddha che aiutasse sua madre affinché fosse risparmiata dalle pene a cui era destinata.
Un giorno al tempio, mentre stava pregando per questo, udì la voce del Buddha che le ordinava di andare subito a casa, sedersi e recitare il Suo nome, se voleva sapere dove fosse la madre; ella eseguì l'ordine, e la sua coscienza fu trasportata al Regno degli Inferi, dove incontrò un guardiano che l'informò che in virtù delle sue preghiere e pie offerte, sua madre aveva accumulato molti meriti, ed era già stata liberata dagli Inferi da dove era ascesa in Cielo. La fanciulla fu molto sollevata e sarebbe stata molto felice, ma la vista delle grandi sofferenze che aveva visto nell'Inferno toccarono il suo cuore, e promise di fare tutto quanto in suo potere per liberare quegli esseri dalle loro sofferenze, per sempre in ogni sua vita futura nei kalpa a venire.

### Bhikṣu
C'è una leggenda secondo la quale Kṣitigarbha apparve in Cina. A Tung Han, durante l'Impero Ming, il Buddhismo cominciò a diffondersi nel Paese, raggiungendo il suo apice durante la dinastia Tang, e riuscendo a diffondersi anche in Giappone e Corea; al tempo monaci e studiosi accorrevano da queste regioni per trovare il Dharma in Cina. Uno di questi pellegrini era un principe di Corea, all'epoca divisa in tre stati (Sin Lo, Banjuli e Pai Chi): Kim Chiau Jue era principe di Sin Lo, si diede alla vita monastica con il nome di Dizang (gioiello della Terra), e quando arrivò in Cina nella regione di Anwei, sul Monte Jiuhua, decise di costruire lì una piccola capanna per coltivare un piccolo terreno sulla montagna.
Secondo la leggenda, il Bhikṣu fu morso da un serpente velenoso, ma non si mosse, così il serpente se ne andò liberamente; una donna che passava di lì diede poi al Bhikṣu delle medicine per curarsi del veleno. Per un paio di anni egli continuò a meditare nella sua capanna, finché un giorno uno studioso di nome Chu-Ke condusse la famiglia e un gruppo di amici a visitare la montagna; accortisi del Bhikṣu che meditava nella capanna, andarono ad accertarsi delle sue condizioni: notarono che la ciotola del Bhikṣu non conteneva cibo, e che i suoi capelli erano ormai lunghissimi.
Ammirato alla santità del monaco, Chu decise di costruire un tempio da dedicargli in offerta, e il gruppo scese dalla montagna per discutere la cosa con il proprietario della terra, Wen-Ke, che accettò di buon grado, e così risalirono la montagna per chiedere al Bhikṣu di quanta terra avesse bisogno. Egli rispose che avrebbe voluto tanta terra quanta potesse essere coperta dal suo kasaya; tutti si stupirono, pensando che non fosse abbastanza terra per ospitare un tempio, ma il Bhikṣu li sorprese perché quando gettò il suo kasaya in aria, la veste crebbe di dimensione, fino a coprire l'intera montagna. L'anziano Wen-Ke allora decise di rinunciare completamente alla montagna, e divenne il protettore del Bhikṣu. Qualche tempo dopo anche il figlio di Wen-Ke lasciò la casa paterna per diventare un Bhikṣu.
Il Bhikṣu visse sul Monte Jiuhua per 75 anni, e morì a 99. Tre anni dopo il suo nirvana, la sua tomba fu aperta, e si scoprì che il corpo non si era decomposto; la reliquia può essere ancora vista nel monastero del Monte Jiuhua. Per la sua fama di santità e per gli episodi miracolosi che di lui si raccontano, la tradizione popolare ritiene che egli fosse una delle incarnazioni di Kṣitigarbha, così il suo culto e quello del Bodhisattva si sono infine fusi in uno solo.

## Iconografia

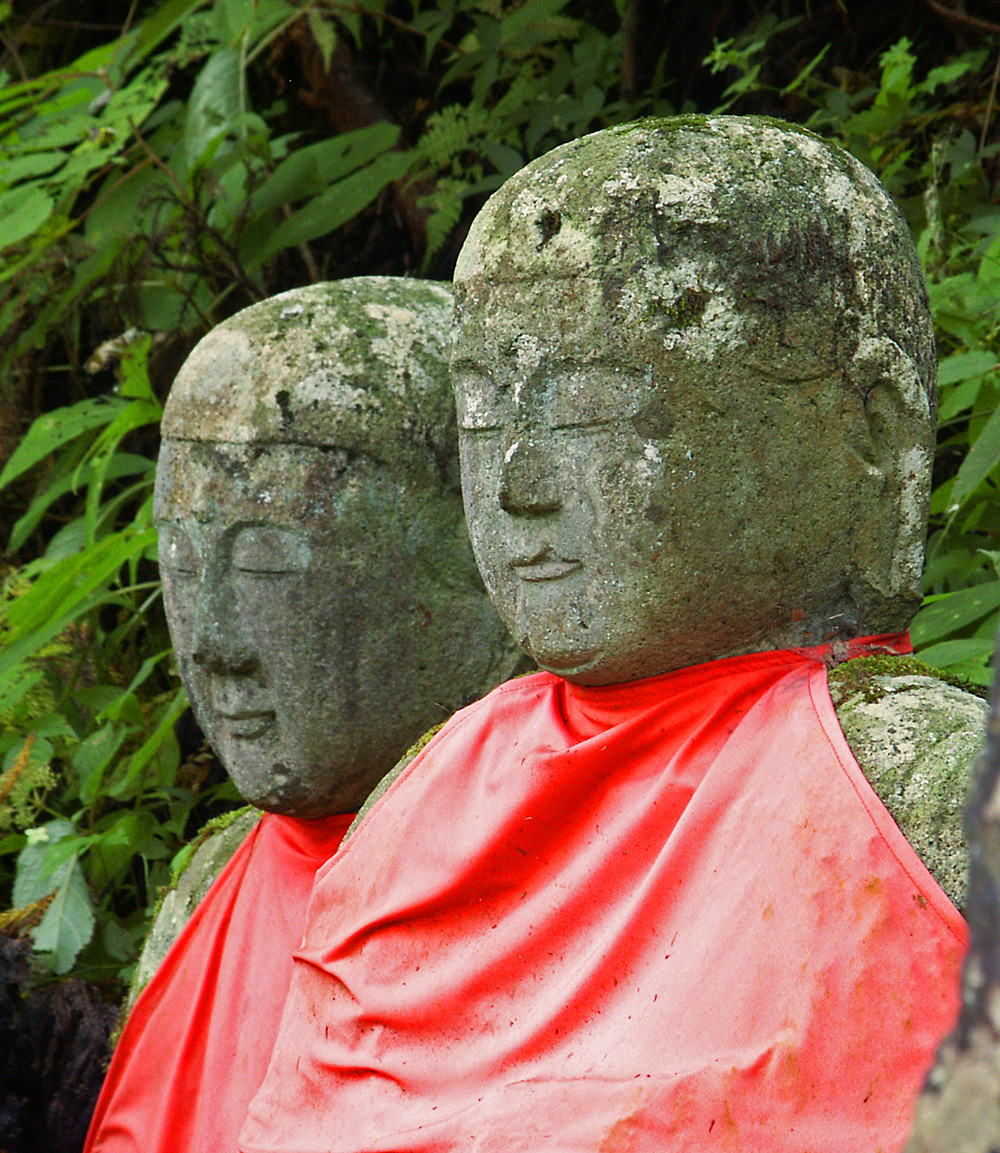
Statue di Jizō a Nikkō, Giappone.

### Iconografia tradizionale
Nell'iconografia buddhista, Kṣitigarbha è tipicamente rappresentato con la testa rasata, vestito con una semplice veste monacale (a differenza di molti altri bodhisattva, vestiti al modo della famiglia reale indiana). Nella mano sinistra regge il Cintāmaṇi, il gioiello che esaudisce i desideri; nella destra, un bastone da monaco — in giapponese shakujō (錫杖?, bastone con i sonagli) —, usato per avvertire insetti e altri piccoli animali del proprio arrivo in modo da non calpestarli inavvertitamente: questo bastone tradizionale è un attributo dei monaci di alto rango nei templi buddhisti cinesi. Talvolta, Kṣitigarbha indossa una corona con i Cinque Buddha Dhyani, attributo dei monaci cinesi e tibetani indossato durante i rituali tantrici.
In Giappone, Kṣitigarbha è quasi sempre rappresentato in piedi, nelle altre culture spesso è seduto a gambe incrociate. Come altri Bodhisattva, è spesso rappresentato sopra un loto, a simboleggiare la sua liberazione dal Saṃsāra, la ruota karmica delle rinascite. Sul suo volto c'è talvolta un terzo occhio, le orecchie possono essere allungate, e ci possono essere altre caratteristiche inumane, attributi comuni per gli esseri illuminati.

### Iconografia popolare in Giappone

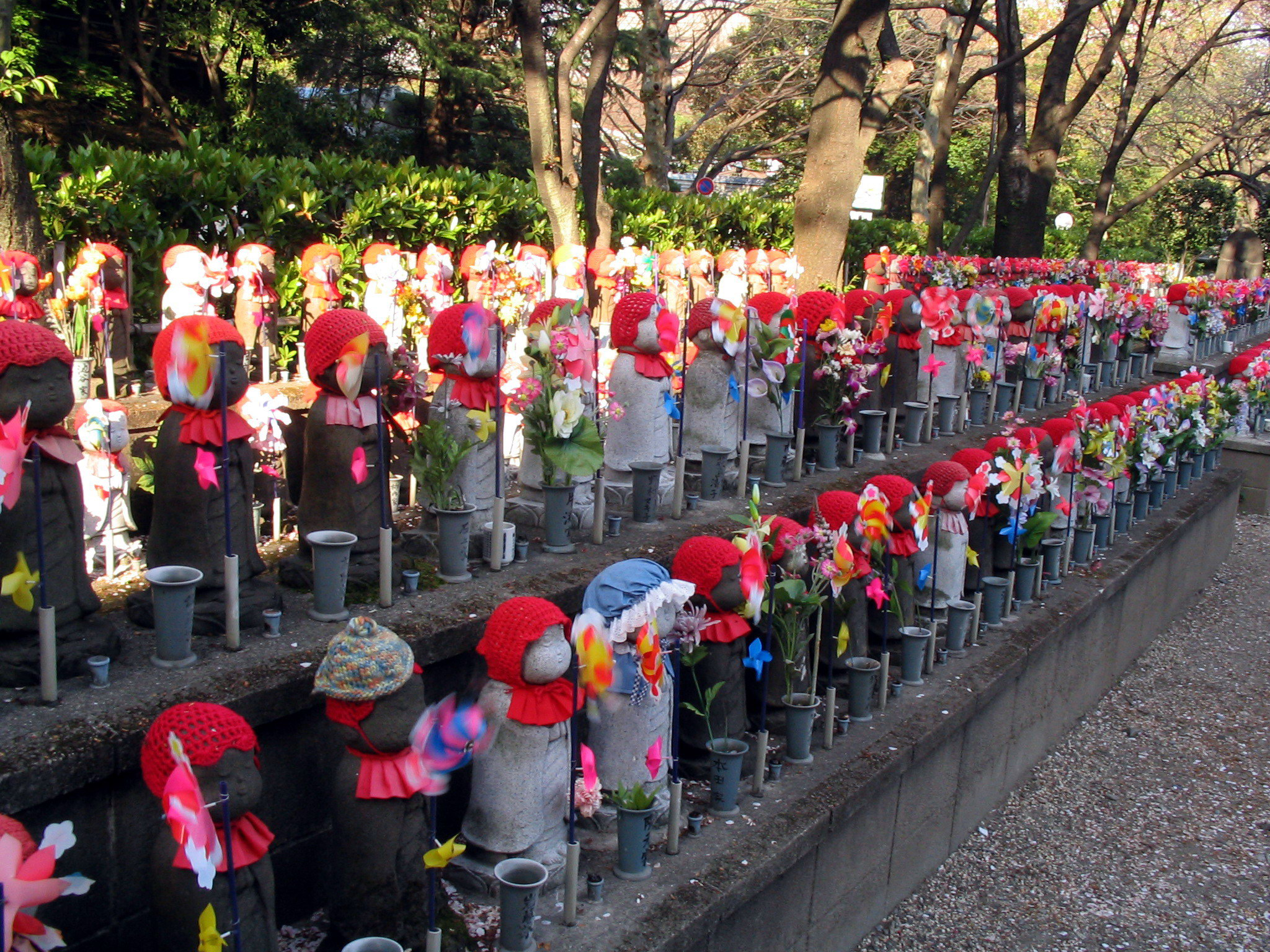
Piccole statue di Jizō nel cimitero del tempio di Zojoji a Tokyo.

In Giappone, le statue di Jizō sono spesso adornate con piccoli cappucci e bavagli, spesso fatti e donati dalle madri dei bambini morti; questa pratica è peraltro affine a quella dei Maneki neko. Anche i suoi lineamenti sono spesso infantili, a ricordare i bambini che protegge.
Nel tempio di Narihira Santosen a Katsushika, Tokyo, si trova il famoso "Jizo legato" di Ooka Tadasuke, risalente all'epoca dello Shōgun; quando si prega per l'aiuto di Jizō, il richiedente lega un laccio attorno alla statua, e quando il desiderio è esaudito il fedele slega il laccio. Nella cerimonia di inizio d'anno, i lacci delle richieste non esaudite sono tagliati dal sacerdote del tempio.

### Errori comuni
- Kṣitigarbha non è un equivalente del giudice degli Inferi, Yama, come molti Buddhisti poco praticanti, Taoisti, e seguaci delle religioni popolari cinesi talvolta credono.
- Kṣitigarbha è stato talvolta confuso con Xuánzàng, il famoso maestro cinese del Tripitaka che durante la dinastia Tang fece un pericoloso viaggio verso occidente per recuperare le Scritture, e costituisce la base storica per Sanzang, uno dei protagonisti del famoso romanzo cinese Viaggio in Occidente. La confusione è dovuta più che altro alle rappresentazioni in qualche modo simili, poiché entrambi indossano una tunica da monaco e la corona con i Cinque Buddha, ma nessun cinese e nessun buddhista li confonderebbe mai.